# Boot sector
Il boot sector, o settore di avvio, è una regione di spazio di una memoria di massa o di una partizione. Ogni partizione ha infatti un boot sector, mentre l'hard disk nella sua integrità ha il master boot record. Al suo interno, il boot sector contiene il boot loader, un piccolo programma che carica il sistema operativo in memoria e trasferisce il controllo della macchina ad esso. 

## Caratteristiche
Il boot sector è lungo esattamente 512 byte, e termina con i valori esadecimale 0x55 (byte 511) e 0xAA (byte 512). Anche i floppy disk, che hanno una sorta di boot loader, contengono solitamente un programma che mostra un messaggio di errore, che chiede all'utente di inserire un disco avviabile e di premere invio.
Nel caso del danneggiamento del settore di avvio, l'hard disk, con suo sistema operativo al suo interno, non sarà più avviabile.

## PC IBM compatibili
Su una macchina IBM compatibile, il BIOS della scheda madre seleziona un dispositivo di avvio, quindi copia il primo settore dal dispositivo (che può essere un MBR, VBR o qualsiasi codice eseguibile), nella memoria fisica all'indirizzo di memoria 0x7C00. Su altri sistemi, il processo potrebbe essere molto diverso.

## Unified Extensible Firmware Interface (UEFI)
L'UEFI non si basa sui settori di avvio, il sistema UEFI carica direttamente il programma di avvio (file dell'applicazione EFI nel disco USB o nella partizione di sistema EFI). Inoltre, la specifica UEFI contiene la funzione di avvio protetto (secure boot), che sostanzialmente richiede che il codice UEFI sia firmato digitalmente.

## Vulnerabilità
Il boot sector è un punto critico sfruttabile dai malintenzionati per eseguire codice maligno e prendere il controllo del sistema. 
Esistono alcuni virus (Boot sector/Master Boot Record infector virus) che infettano i settori di sistema, presenti nella struttura di dischi removibili e dischi rigidi (boot sector) o soltanto sui dischi rigidi (Master boot record). Questi tipi di virus lavorano a basso livello, vengono caricati in memoria durante il processo di bootstrap, prima che il sistema operativo si trovi in memoria, e usano i servizi del BIOS per infettare i settori di memorie rimovibili e dischi rigidi. 
Gli autori del codice virale inseriranno una copia del loro virus all'interno di un floppy disk o di una chiavetta USB, per poi andare a inserire questi ultimi in altri computer, infettando così quei sistemi. Molti esperti di computer consigliano di disabilitare il boot da supporto rimovibili, procedura eseguibile dal BIOS, e di abilitarlo solamente qualora fosse realmente necessario. 